# Portada/efemèride agost 3
Ida Lupino
« 2 d'agost · 3 d'agost · 4 d'agost »